# Kim Donghwa
Kim Donghwa (en coreano: hangul:김동화, RR: Gim Dong-hwa, MR: Kim Dong Hwa, AFI: [gim.dong.hua]) es un dibujante y guionista de manhwa de Corea del Sur nacido en Seúl el 10 de noviembre de 1950.

## Carrera
Kim Donghwa debutó en 1975 con Mi cielo, publicada por entregas en el diario Daily Hanguk tras ganar un concurso patrocinado por ese mismo periódico. Sin embargo no fue hasta los años 80 que empezó a cobrar gran popularidad con obras como Acacia o Me llamo Cindy.
La génesis de estas obras vino inspirada por la sorprendente popularidad de Candy Candy en Corea, que convenció al autor para dibujar manhwa para mujeres, un género casi inexistente en ese momento. En esa línea apareció Mi historia en 1979 y Zafiro un poco más tarde.
En los años 90, busca un cambio y empieza a dibujar para la revista de manhwa de aventuras Bomulseom. Su primera creación fue Ninfa Pink en 1984, seguida por Bug Boy y Joven Policía, obras de aventuras para todos los públicos.
Con el cambio de década e influido por la película Sopyeonjae de Im Kwon Taek,  da un nuevo giro a su carrera para volver a sus orígenes: historias femeninas, pero esta vez argumentadas alrededor de la Corea tradicional. La primera obra en este sentido fue Fea, seguida de Historias color tierra y posteriormente de Historia de una Kisaeng.
La pérdida de visión le impulsó a cambiar el lápiz por el ordenador para su última obra, La bicicleta roja publicada originalmente como serie en el Chosun Ilbo, uno de los periódicos coreanos con mayor difusión, y en volumen posteriormente.

### Traducciones a otros idiomas
La bicicleta roja y Historias color tierra han sido traducidas y publicadas en castellano (Planeta), inglés (First Second) y francés (Paquet y Casterman).
Historias de una kisaeng también está disponible en francés (Casterman).
Tanto Historias color tierra como algunas obras anteriores tuvieron gran repercusión en Taiwán y Japón.
Gracias a la traducción de sus obras, que han recibido muy buenas críticas en todos los países, empieza a ser conocido en Francia y Estados Unidos.

## Estilo
Situado dentro de la corriente costumbrista de los años ochenta, Kim Donghwa suele plantear sus historias desde una perspectiva femenina a través de protagonistas femeninas que combinan fuerza y sensibilidad.
Su dibujo tiende a enfatizar la belleza formal y sus personajes muestran rasgos considerados típicamente coreanos: rostros redondeados, ojos pequeños y nariz chata.
El tema de las relaciones humanas es constante en sus obras y se presenta a menudo enmarcada en la naturaleza, utilizando el paralelismo simbólico como argumento narrativo.

## Obras[4]
- 1975: Mi Cielo (나의 창공)
- 1979: Nuestra historia 우리들이 이야기
- Acacia (천년사랑 아카시아 )
- Me llamo Cindy (나의이름은 신디
- Zafiro
- 1984: Ninfa Pink (요정핑크)
- Bug Boy (곤충 선년)
- Joven Policía(경찰대)
- 2001: Fea (못난이)
- 2002: Historias color tierra (황토빛 이야기)
- 2002: Historia de una kisaeng (기생 이야기)
- 2003: La bicicleta roja (빨간 자전거)
- 2004: Pensamientos bellos desde el manhwa (만화로 보는 좋은생각), ilustrador junto a Kim Misuk (guionista)
- 2005: 101 historias a corazón abierto (마음을 열어주는 101가지 이야기)
- 2008: Al otro lado del estrecho (해협 저편으로), con varios autores

## Premios
- 1975: Ganador del concurso del Daily Hanguk con Mi Cielo
- 1999: Mejor obra de manhwa en el Festival de manga de Taiwán
- 2001 y 2003: Mejor obra de manhwa actual
- 2005: Premio manhwa del Comicon Italia